# 턱수염도마뱀속
턱수염도마뱀(bearded dragon)은 호주의 관목지나 사막, 그리고 유칼립투스 숲에 서식하는 도마뱀 속의 종들을 일컫는다. 다른 이름으로는 비어디드래곤이 있다.  이름처럼 턱에는 턱수염과 같은 가시들이 나 있다. 주로 곤충을 잡아먹고, 일광욕을 즐긴다. 과시용이나 위협용으로 턱을 부풀리고 암컷에게 어필하려고 하기도 한다. 또 비슷한 종으로는 랜킨스 드래곤이 있다.

## 같이 보기
- 표범도마뱀붙이